# A Love Before Time
A Love Before Time ist ein Filmsong aus dem Wuxia-Film Tiger and Dragon (2000) von Ang Lee. Der Song wird von Coco Lee und Yo-Yo Ma interpretiert.

## Hintergrund
Der Song wurde von Jorge Calandrelli und Tan Dun komponiert. Der englische Text stammt von James Schamus, die chinesische Version wurde von Kevin Yi getextet. Interpretin ist die chinesische Sängerin Coco Lee. Daneben wird der Cellist Yo-Yo Ma als Interpret aufgeführt.
Der Song wurde sowohl als Single als auch auf dem offiziellen Soundtrack in beiden Variationen veröffentlicht.

## Nominierung
Der Film wurde bei der Oscarverleihung 2001 als „Bester Song“ nominiert. Bei der Verleihung durfte Coco Lee den Song singen, womit sie zur ersten und bislang einzigen Chinesin wurde, die bei einer Oscarverleihung auftreten durfte.
Julia Stiles kündigte den Song folgendermaßen an: „Durch die Kombination des Charakters und der Textur östlicher Musik mit der orchestralen Farbe und den sensiblen Texten der westlichen Kultur wird der Zauber dieses atemberaubend schönen Films in dieser stimmungsvollen Liebesballade wahrhaftig umgesetzt.“ Bill Conti dirigierte das Orchester an diesem Abend.

## Besetzung
- Gesang: Coco Lee
- Violoncello: Yo-Yo Ma
- E-Bass: Julio Hernandez
- E-Gitarre, Akustikgitarre: Dan Warner
- Perkussion: Archie Peña
- Backgroundgesang (englisch): Tommy Anthony, Wendy Pedersen
- Backgroundgesang (mandarin): Wen-De Hsieh, Paula Ma
- Produzent: Jorge Calandrelli